# Шосткинська гімназія
Шосткинська гімназія — це навчальний заклад Шосткинської міської ради із поглибленим вивченням іноземних мов, що знаходиться в місті Шостка Сумської області.

## Історія
Гімназія була заснована у 1991 році на базі середньої загальноосвітньої школи № 3. Основним завданням такої школи стало забезпечити можливість надання освітніх послуг, спрямованих на вивчення української філології, двох іноземних мов — англійської, німецької.
Першим директором новоствореної гімназії був Шостак Микола Федорович. З його ініціативи та за підтримки завідувачки міського відділу освіти був відкритий навчальний захід, що відразу ж став відомим і в області, і за її межами.
На кожній навчальній паралелі було два класи, кожним із них опікувався куратор. Учителі-предметники забезпечували глибоке засвоєння знань за всіма чинними програмами, діти залюбки вивчали іноземні мови, вони мали можливість різнобічно розвиватися.

## Загальні відомості
У наш час це сучасний навчальний заклад, де працюють висококваліфіковані фахівці, закохані у свою справу.
Із року в рік учні школи посідають призові місця на предметних олімпіадах різного рівня — міських, обласних, республіканських, перемагають у різних творчих конкурсах, спортивних змаганнях. У гімназистів цього навчального закладу є можливість здобути Шпрахдиплом (мовний диплом німецького зразка) і потім навчатися у вузах Німеччини, а пройшовши відповідний відбірковий конкурс, навчатися протягом року за програмою FLEX у США.

## Досягнення
У класах середньої ланки ведеться профільна підготовка, а учні старшої школи мають можливість покращувати свої знання за програмою одного з курсів за вибором: з англійської мови, української, німецької, з історії та правознавства.
Випускники Шосткинської гімназії в цілому готові до самостійного життя. Вони успішно складають іспити державної підсумкової атестації, зовнішнього незалежжного оцінювання. Більшість із них стають у подальшому високоосвіченими спеціалістами, відповідальними громадянами своєї держави.